# David Blunkett
David Blunkett, barone Blunkett  (Sheffield, 6 giugno 1947), è un politico britannico.

## Biografia
Cieco dalla nascita, perse giovanissimo il padre operaio che morì in un incidente sul lavoro: studiò presso la scuola per ciechi di Shrewsbury e poi all'università di Sheffield, dove si laureò in scienze politiche.
Nel 1970 venne eletto per la prima volta al consiglio cittadino di Sheffield (conservò il seggio fino al 1988) e divenne uno dei più noti esponenti locali del Partito Laburista. Negli anni ottanta fece parte del comitato esecutivo nazionale del Partito Laburista.
Divenne membro della camera dei comuni nel 1987 e nel 1992 venne chiamato a far parte del governo ombra con delega alla sanità e poi all'istruzione: con la vittoria di Tony Blair alle elezioni del 1997, divenne ministro per l'istruzione e il lavoro e nel 2001 venne promosso al ministero degli affari interni.
Coinvolto in uno scandalo (aveva favorito il rilascio del permesso di soggiorno alla baby sitter filippina di suo figlio, nato da una relazione extraconiugale con Kimberly Quinn) lasciò il governo nel 2004.
Nel 2005 venne nominato ministro del lavoro e delle pensioni, ma venne costretto alle dimissioni pochi mesi dopo per uno scandalo legato a un conflitto di interessi (dopo aver lasciato il ministero dell'interno aveva accettato l'incarico di direttore della società farmaceutica DNA bioscience senza chiedere il parere dell'apposito comitato).
Dal 1987 al 2015 è stato deputato alla Camera dei comuni per il collegio di Sheffield Brightside and Hillsborough (Sheffield Brightide dal 1987 al 2010).